# 1659 w literaturze
Wydarzenia literackie w 1659 roku.

## Nowe książki
- polskie
- zagraniczne
  - Hallgrímur Pétursson, Passíusálmar